# 1934
1934 (MCMXXXIV) var ett normalår som började en måndag i den gregorianska kalendern.

## Händelser

### Januari
- 1 januari
  - Det amerikanska fängelset Alcatraz blir federalt.
  - Inför det nya året håller konjunkturen på att förbättras. Arbetslösheten i Sverige är ännu hög, men sjunker [1].
- 15 januari – En jordbävning med styrkan 8,1 skakar gränstrakterna mellan Nepal och Indien. Cirka 11 000 människor omkommer.[2]
- 26 januari – En vänskaps- och nonaggressionspakt mellan Tyskland och Polen undertecknas.

### Februari
- Februari

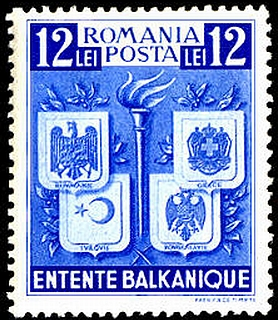
Balkanpakten

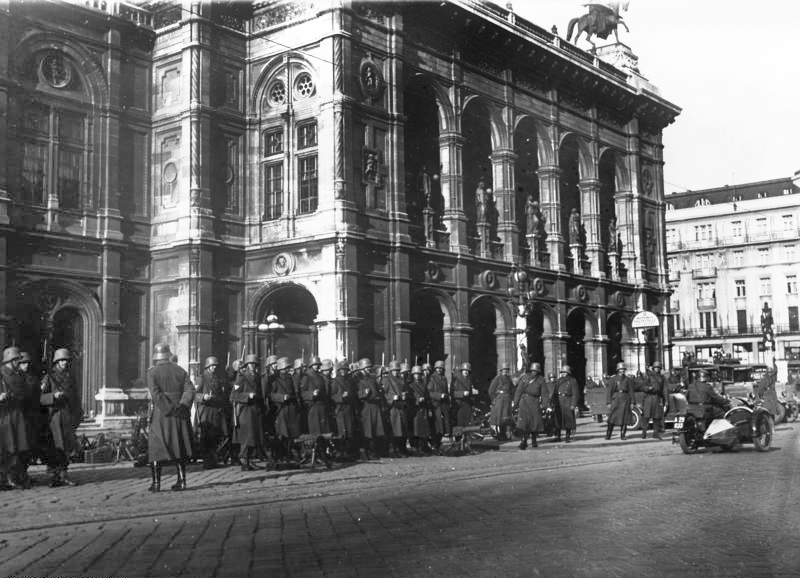
Österrikiska inbördeskriget.

  - Svenske prinsen Sigvard tillkännager att han skall förlova sig med tyskan Erica Patzek [3]
  - Vasaloppet ställs in på grund av snöbrist [4].
- 4 februari – Den svenska högerns ungdomsförbund Sveriges nationella ungdomsförbund, som är starkt påverkat av nazismen, bryter med moderpartiet, som helt har tagit avstånd från nazismen[4]. Högern bildar i stället Ungsvenskarna, som tar ställning för demokratin[5].
- 9 februari – Balkanpakten bildas genom att Grekland, Jugoslavien, Rumänien och Turkiet undertecknar ett avtal om gemensamt försvar av varje deltagande lands gränser.
- 12 februari – Gatustrider rasar i Wien och andra städer i Österrike mellan militär och arbetare. Undantagstillstånd införs, SPÖ och fackföreningar förbjuds [6].
- 23 februari – Leopold III efterträder Albert I, som omkommit under bergsbestigning, som Belgiens kung [4].

### Mars
- 8 mars – 26-årige svenske prinsen Sigvard gifter sig i London med tyskan Erica Patzek mot svenske kungens (Gustaf V) vilja och mister därmed sin prinstitel [5].
- 12 mars – Statschefen Konstantin Päts och general Johan Laidoner utropar undantagstillstånd i Estland och låter gripa ledarna för den högerextrema Vapsrörelsen. Parti- och mötesverksamhet förbjuds. Päts regerar i fortsättningen Estland genom dekret och ställer in de planerade valen i april 1934.
- 20 mars – Heinrich Himmler blir chef för all polisverksamhet i Tyska riket.
- 29 mars – Tysklands riksregering fråntar vetenskapsmannen Albert Einstein hans tyska medborgarskap på grund av hans judiska börd [4].

### April
- 3 april – Köpenhamns första S-tågslinje invigs.
- 7 april – 41 personer omkommer då ett klippblock störtar ner i Tafjorden [7].
- 8 april – Arbetslösheten i Tyskland har genom omfattande motorvägsbyggen sjunkit till 2,8 miljoner [4].
- 21 april – Den första svenska vårsalongen hålls på Liljevalchs konsthall i Stockholm, Sverige som motvikt till separatutställningarna [5].
- 25 april – I Köpenhamn, Danmark påbörjas bygget av Husassistenternes Byggeforening og Alderdomshjem [8].

### Maj
- 16 maj
  - Svenske konstnären Evert Lundquist har debututställning på Konstnärshuset i Stockholm, Sverige [1].
  - Den svenska regeringens hjälpprogram för jordbruket godkänns av Sveriges riksdag.
- 18 maj – Sveriges riksdag antar en lag om sterilisering av "sinnessjuka" eller sinnesslöa som "på grund härav sakna förmåga att lämna giltigt samtycke till åtgärdande" [1].
- 23 maj - Brottslingarna Bonnie Parker och Clyde Barrow skjuts till döds av polis under ett bakhåll.
- 28 maj – Femlingarna Dionne föds i Callender i Ontario i Kanada.
- 30 maj – Den svenska riksdagen beslutar om arbetslöshetsförsäkring där staten bidrar till fackföreningarnas arbetslöshetskassor [1].

### Juni

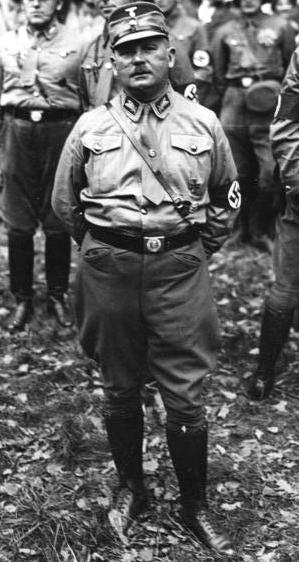
Långa knivarnas natt

- 9 juni – Den amerikanske seriefiguren Kalle Anka debuterar i kortfilmen The Wise Little Hen [9].
- 10 juni – Italien vinner med 2-1 mot Tjeckoslovakien i  andra VM-finalen i fotboll spelas i Rom [4]
- 11 juni – Den svenska riksdagen antar en plan för arbetslöshetens bekämpande.
- 14 juni – Max Baer, USA slår Primo Carnera, Italien på KO i 11:e rounden i New York och blir ny tungviktsvärldsmästare i boxning [4].
- 17 juni – Enligt ny statistik var födelsetalet för 1933 det lägsta som någonsin registrerats i Sverige och det lägsta i Europa [1].
- 30 juni – Under de långa knivarnas natt i Tyskland mördas ledande motståndare till nationalsocialisterna [10], bland dem förre rikskanslern general Kurt von Schleicher men även Ernst Röhm och andra ledande personer inom stormtrupperna (SA).

### Juli
- 1 juli – En ny svensk vägtrafikstadga, som ger polisen rätt att hindra en berusad förare att fortsätta sin färd, träder i kraft i Sverige.[1]
- 8 juli – Dagens Nyheters sportredaktör David Jonasson tar initiativ till Simborgarmärket för att stimulera simkunnigheten i Sverige, män skall simma 200 meter och kvinnor 150.[4] 19 000 personer gör provet första veckan, och kampanjen går under mottot "Varje svensk, en simmare".[5]
- 22 juli – John Dillinger blir skjuten av FBI utanför biografen Biograph.
- 25 juli – Österrikes förbundskansler Engelbert Dollfuss mördas vid ett misslyckat statskuppförsök av nationalsocialister[4] i Wien.[10]

### Augusti
- 2 augusti

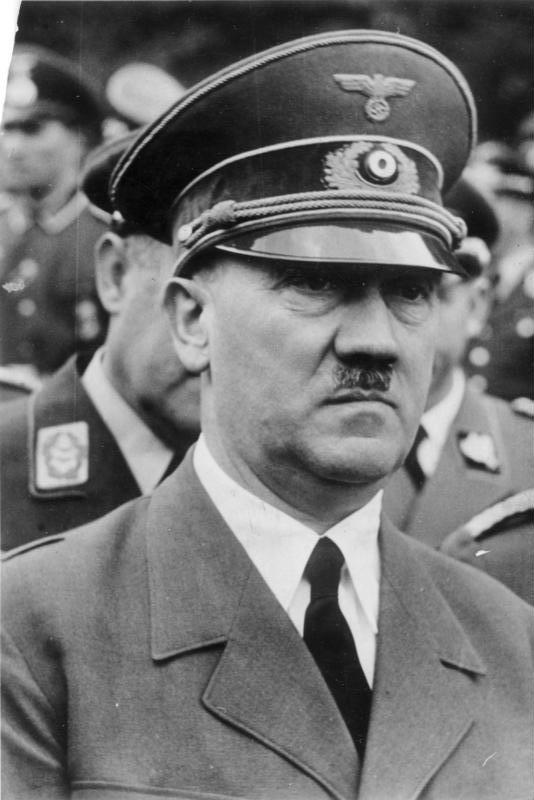
Adolf Hitler

  - Tyska rikets rikspresident Paul von Hindenburg avlider, och Adolf Hitler övertar hans ämbete och kallar sig "Führer" och ledare [4]. På en dryg månad har Hitler blivit av med sina två mest potentiella motståndare (se 30 juni)
  - Försvarsminister Werner von Blomberg låter den tyska försvarsmakten svära trohetsed till Adolf Hitler som person.
- 5 augusti – Folkpartiet bildas i Sverige genom sammanslagning av Frisinnade folkpartiet och Sveriges liberala parti [4]. Första partiledaren är Felix Hamrin [5].
- 9 augusti – Damfriidrottstävlingen Internationella kvinnospelen 1934 inleds i London, 19 nationer deltar, till 11 augusti
- 15 augusti
  - De amerikanska soldater som den 28 juli 1915 landsteg i Haiti vänder hemåt igen [11].
  - Sigurd Walléns film Anderssonskans Kalle har premiär. I rollerna ses Thor Modéen, Hjördis Petterson och Julia Cæsar [6].
- 17 augusti – börjar den sovjetiska författarkongressen i Sovjetunionen under vilken den socialistiska realismen förklaras som enda tillåtna konstriktning inom alla konstarter.[12]
- 19 augusti – En folkomröstning i Tyska riket godkänner förslaget att förena ämbetena som rikspresident och rikskansler i en person – Adolf Hitler – som därigenom blir tyskarnas Führer.

### September
- 2 september – Sverige slår Tyskland i en friidrottslandskamp på Stockholms stadion [4].
- 8 september – Cirka 130 personer omkommer då ett passagerarfartyg eldhärjas utanför New Jersey, USA [7].
- 19 september
  - Sovjetunionen ansluter sig till NF [10].
  - Snickare Bruno Hauptmann grips för kidnappning och mord på Charles Lindberghs son [6].
- 21 september – 4 000 personer omkommer då en orkan slår till mot Honshu i Japan [13].
- 29 september – Göteborgs nya stadsteater, ritad av arkitekt Carl Bergsten i funkisstil, invigs [4].

### Oktober
- 2 oktober
  - 1 600 personer omkommer då en tyfon slår till mot Japan [13]. Stora delar av Japans risskörd förstörs [14].
  - 260 döda vid gruvolycka i Storbritannien [7].
  - Kommunistledaren Karl Kilbom startar Folket i bild som den svenska arbetarrörelsens motvikt till den "kolorerade veckopressen" [6].
- 9 oktober – Jugoslaviens kung Alexander och den franske utrikesministern Louis Barthou dödas vid ett attentat i Marseille utfört av kroatiska terrorister [6] från Ustasja och makedonska VMRO.
- 16 oktober – Mao Zedong och de kinesiska kommunister börjar marschera mot nordväst efter att ha besegrats av Chiang Kai-sheks soldater i inbördeskriget i sydöstra Kina [4].
- 20 oktober – Privata bolaget AB Tipstjänst, som får monopol på fotbollstips i Sverige, börjar sin verksamhet och 20 % av vinsterna går till den svenska idrottsrörelsen [4].
- 27 oktober – Cirka 100 000 kinesiska kommunister börjar under ledning av Mao Zedong den så kallade Långa marschen
- 30 oktober – Stortjuvarna Bildsköne Bengtsson och Tatuerade Johansson åker fast i Göteborg [15].

### November
- November
  - Alva och Gunnar Myrdals bok Kris i befolkningsfrågan utkommer och vållar långvarig debatt om befolkningsutvecklingen i Sverige [16] och leder till att Befolkningskommissionen, vars förslag får stora betydelse för 1930-talets sociala reformpolitik i Sverige, tillsätts 1935.[5].
- 10 november – En grupp svenska officerare anställs av den etiopiske kejsaren Haile Selassie som militära rådgivare.

### December
- 1 december – Omfattande politiska utrensningar inleds i Sovjetunionen [10].

- 5 december
  - Stridigheter mellan Abessinien och Italienska Somaliland utbryter [6].

- 16 december – Ett svenskt kompani om 261 man uppsätts vid Svea livgarde i Stockholm, för att skickas att övervaka folkomröstningen i Saarområdet.
- 20 december – Det svenska kompaniet avreser från Stockholm.
- 22 december – Det svenska kompaniet anländer till Saarbrücken i Saar, som fredsbevarande NF-styrka [17].
- 24 december – Julskinkan i Sverige har kostat 1:70 SEK per kilo, och i världsdepressionens spår nöjer sig många med grisfötter för 80 öre per kilo [18].
- 29 december – Pär Lagerkvists ursinnigt antinazistiska pjäs Bödeln har premiär på Vasateatern i Stockholm med Gösta Ekman d.ä. i huvudrollen [1].
- 31 december – Vid nyårsfirandet på Skansen läses Nyårsklockan av skådespelaren Uno Henning, medan den traditionelle uppläsaren Anders de Wahl läser den i radio.

### Okänt datum
- USA skickar soldater till Foochow, Kina för att skydda USA:s konsulat [11].
- 60 00 personer omkommer vid en jordbävning i Indien [13]
- British Committee for Relations with Other Countries grundas för att utveckla kulturella relationer.[19]
- Hanna Grönvall blir biträdande föreståndare i stiftelsen Stockholms hembiträdesförening.
- Axel Pehrsson-Bramstorp väljs till ny ledare för Bondeförbundet efter Olof Olsson.
- Den svenska riksdagen antar en lag om sju dagars varsel vid arbetskonflikter.
- Den svenska nationalekonomen Bertil Ohlin ger ut Penningpolitik, offentliga arbeten, subventioner och tullar som medel mot arbetslöshet, påverkad av keynesianismen.
- Det av Karl Kilbom ledda Sveriges Kommunistiska Parti ombildas till Socialistiska partiet då partiet förenas med socialdemokratiska utbrytare från Göteborgsregionen. Partiet blir med tiden mer och mer nazistiskt och dess tidning Folkets dagblad får stöd från det nazistiska Tyskland.
- Svensk sjuksköterskeförening ombildas till fackförening.
- Ett kreditavtal med Sovjetunionen fälls av den svenska riksdagens majoritet, men Sverige stöder Sovjetunionen inträde i Nationernas förbund.
- Den nya svenska banklagen förbjuder beviljandet av krediter till vissa typer av kredittagare.
- Den svenska industrin passerar jordbruket i antal sysselsatta.
- De svenska beredskapsarbetena når en topp med 40 000 sysselsatta.
- Sveagruvan, den sista svenska kolgruvan på Spetsbergen, säljs till Store Norske Spitsbergen Kulkompani A/S för en miljon kronor.
- Det svenska samfundet Manhem bildas med C. E. Carlberg som ledare och finansiär. Antisemitismen är en viktig del av samfundet.
- Lagerbriträdet Oskar Andersson från Göteborg uppfinner den elektriska ljusstaken.
- På Säfstaholms slott i Vingåker i Sverige startar ett skolhem för elever med utvecklingsstörning.
- Camping med tält börjar bli populärt i Sverige [1].
- STF börjar inrätta vandrarhem i Sverige [20].
- SR har 750 000 radiolicenser, mot 25 000 under 1925 [21].

## Födda

### Första kvartalet

#### Januari
- 5 januari – Murli Manohar Joshi, indisk politiker, inrikesminister och senare minister för personalutveckling 1996–2004.
- 7 januari – Tassos Papadopoulos, cypriotisk politiker, president 2003–2008. (död 2008)
- 8 januari
  - Georg Riedel, svensk jazzmusiker och kompositör. (död 2024)
  - Jacques Anquetil, fransk professionell cyklist. (död 1987)
- 10 januari – Leonard Boswell, amerikansk demokratisk politiker, kongressledamot 1997–2013. (död 2018)
- 11 januari – Sven Wollter, svensk skådespelare. (död 2020)
- 12 januari – Ulf Lindqvist, svensk sångare och skådespelare. (död 2023)
- 13 januari – Pat Danner, amerikansk demokratisk politiker, kongressledamot 1993–2001.
- 22 januari
  - Ann-Mari Adamsson, svensk skådespelare. (död 2011)
  - Bill Bixby, amerikansk skådespelare. (död 1993)
  - Pia Rydwall, svensk skådespelare. (död 1999)
- 30 januari – Giovanni Battista Re, italiensk kardinal.
- 31 januari – Suzanne Dansereau, svensk TV-producent.

#### Februari
- 1 februari – Marina Kondratieva, rysk ballerina. (död 2024)
- 2 februari – Bosse Larsson, svensk TV-programledare. (död 2015)
- 5 februari – Hank Aaron, amerikansk basebollspelare. (död 2021)
- 6 februari – Vern Ehlers, amerikansk republikansk politiker, kongressledamot 1993–2011. (död 2017)
- 7 februari – Edward Fenech Adami, maltesisk politiker, president 2004–2009.
- 11 februari
  - Mel Carnahan, amerikansk politiker. (död 2000)
  - John Surtees, brittisk racerförare. (död 2017)
- 16 februari
  - Peter Dahl, svensk konstnär. (död 2019)
  - Marlene Hagge, amerikansk golfspelare. (död 2023)
- 17 februari
  - Alan Bates, brittisk skådespelare. (död 2003)
  - Barry Humphries, australisk skådespelare och underhållare, skapare av Dame Edna. (död 2023)
  - Bengt Nilsson, svensk idrottsman, mottagare av Svenska Dagbladets guldmedalj 1954. (död 2018)
- 18 februari – Paco Rabanne, fransk modeskapare. (död 2023)
- 19 februari – Hugo Álvarez, argentinsk-svensk regissör och skådespelare. (död 2023)
- 22 februari
  - Ray Bremser, amerikansk poet. (död 1998)
  - Birgit Nordin, svensk operasångare (sopran). (död 2022)
- 23 februari – Morgan Andersson, svensk skådespelare. (död 1977)
- 24 februari
  - Emelie Lagergren, svensk skådespelare.
  - George Ryan, amerikansk republikansk politiker, guvernör i Illinois 1999–2003.
- 25 februari – Tony Lema, amerikansk golfspelare. (död 1966)
- 26 februari – Mohammed Lakhdar-Hamina,  algerisk filmregissör och manusförfattare.
- 27 februari – Ralph Nader, amerikansk advokat och politiker.

#### Mars
- 2 mars – Hans Erik Engqvist, svensk författare. (död 2019)
- 3 mars – Hans Hollein, österrikisk arkitekt. (död 2014)
- 5 mars – James B. Sikking, amerikansk skådespelare. (död 2024)
- 7 mars
  - Ekrem Bora, turkisk skådespelare. (död 2012)
  - Dennis Dahlsten, svensk skådespelare.
- 9 mars
  - Jurij Gagarin, sovjetisk kosmonaut. (död 1968)
  - Milan Muškatirović, jugoslavisk vattenpolomålvakt. (död 1993)
- 14 mars
  - Gene Cernan, amerikansk astronaut. (död 2017)
  - Dionigi Tettamanzi, italiensk kardinal inom Romersk-katolska kyrkan, ärkebiskop av Milano. (död 2017)
- 15 mars – Minoru Takeyama, japansk arkitekt och författare. (död 2020)
- 22 mars
  - Orrin Hatch, amerikansk politiker, republikansk ledamot av USA:s senat. (död 2022)
  - Larry Martyn, brittisk skådespelare. (död 1994)
  - May Britt Wilkens, svensk skådespelare.
- 25 mars – Johnny Burnette, amerikansk rockabillymusiker. (död 1964)
- 26 mars – Alan Arkin, amerikansk skådespelare. (död 2023)
- 30 mars – Rolf Rämgård, svensk längdskidåkare och politiker.
- 31 mars
  - Shirley Jones, amerikansk skådespelare.
  - Weine Renliden, svensk musiker.

### Andra kvartalet

#### April
- 3 april – Jane Goodall, brittisk primatolog, etolog och antropolog.
- 5 april – Roman Herzog, tysk politiker (CDU), förbundspresident 1994–1997. (död 2017)
- 7 april – Giuseppe D'Altrui, italiensk vattenpolospelare. (död 2024)
- 8 april – Kisho Kurokawa, japansk arkitekt. (död 2007)
- 10 april
  - David Halberstam, amerikansk journalist och författare. (död 2007)
  - Jan Nygren, svensk skådespelare. (död 2019)
  - Catrin Westerlund, svensk skådespelare. (död 1982)
- 16 april – Ram Naik, indisk politiker.
- 24 april – Shirley MacLaine, amerikansk skådespelare, sångare, dansare och artist.
- 28 april – Jacob Palmstierna, svensk friherre och bankman. (död 2013)
- 29 april – Åse-Marie Nesse, norsk poet och översättare. (död 2001)

#### Maj
- 2 maj
  - Olle Adolphson, svensk kompositör och trubadur[1]. (död 2004)
  - Karin Wegestål, svensk socialdemokratisk riksdagsledamot. (död 2019)
- 3 maj – Frankie Valli, amerikansk sångare, medlem i gruppen The Four Seasons.
- 7 maj – Lena Malmsjö, svensk dansare, produktionsledare och rektor. (död 2004)
- 8 maj – Lena Madsén, svensk skådespelare och mannekäng.
- 21 maj – Bengt Samuelsson, svensk forskare i medicinsk kemi, professor emeritus, nobelpristagare i medicin 1982. (död 2024)
- 23 maj – Robert Moog, amerikansk synth-pionjär. (död 2005)
- 27 maj – Harriet Forssell, svensk jazzsångare och skådespelare. (död 2014)
- 30 maj – Aleksej Leonov, rysk kosmonaut, första rymdpromenaden. (död 2019)
- 31 maj – Karl-Erik Welin, svensk kompositör[1]. (död 1992)

#### Juni
- 1 juni – Pat Boone, amerikansk sångare och skådespelare.
- 4 juni – Carl Fredrik Reuterswärd, svensk konstnär[1]. (död 2016)
- 6 juni – Albert II av Belgien
- 9 juni – Anders Thunborg, svensk socialdemokratisk politiker, försvarsminister 1983–1985 och FN-ambassadör 1983–1985. (död 2004)
- 11 juni
  - Henri de Laborde de Monpezat, prinsgemål av Danmark 1972–2016, gift med Margrethe II. (död 2018)
  - Staffan Westerberg, svensk regissör, manusförfattare och skådespelare.
- 23 juni – Virbhadra Singh, indisk politiker, chefsminister i Himachal Pradesh. (död 2021)

### Tredje kvartalet

#### Juli
- 1 juli
  - Claude Berri, fransk regissör. (död 2009)
  - Jamie Farr, amerikansk skådespelare.
  - Ilselil Larsen, dansk skådespelare.
  - Jean Marsh, brittisk skådespelare.
  - Sydney Pollack, amerikansk filmproducent, regissör och skådespelare. (död 2008)
- 6 juli – Ulf Schenkmanis, svensk radio- och TV-programledare. (död 2004)
- 8 juli – Marty Feldman, brittisk skådespelare. (död 1982)
- 11 juli – Giorgio Armani, italiensk modeskapare.
- 13 juli – Wole Soyinka, nigeriansk dramatiker och författare.
- 16 juli – Donald M. Payne, amerikansk demokratisk politiker, kongressledamot 1989–2012. (död 2012)
- 21 juli – Edolphus Towns, amerikansk demokratisk politiker, kongressledamot 1983–2013.
- 29 juli – Albert Speer Jr., tysk arkitekt och stadsplanerare. (död 2017)

#### Augusti
- 2 augusti – Valerij Bykovskij, sovjetisk kosmonaut. (död 2019)
- 3 augusti – Jonas Savimbi, angolansk politiker. (död 2002)
- 6 augusti – Sir Christian Bonington, brittisk bergsbestigare.
- 7 augusti – Inga Sarri, svensk skådespelare. (död 2021)
- 16 augusti
  - Anna Sjödahl, svensk konstnär. (död 2001)
  - Diana Wynne Jones, brittisk författare. (död 2011)
- 18 augusti – Carin Mannheimer, svensk regissör, manusförfattare och författare. (död 2014)
- 19 augusti – David Durenberger, amerikansk republikansk politiker, senator 1978–1995. (död 2023)
- 22 augusti – Norman Schwarzkopf, amerikansk militär, befälhavare över USA:s styrkor under Gulfkriget 1991. (död 2012)
- 29 augusti – David Pryor, amerikansk demokratisk politiker. (död 2024)

#### September
- 13 september – Pierre Fränckel, svensk skådespelare, regissör, producent och teaterchef. (död 2004)
- 14 september – Kate Millett, amerikansk författare och feminist. (död 2017)
- 15 september – Fob James, amerikansk politiker, guvernör i Alabama 1979–1983 och 1995–1999.
- 16 september – George Chakiris, amerikansk skådespelare.
- 19 september – Brian Epstein, britt, The Beatles manager. (död 1967)
- 20 september – Sophia Loren, italiensk skådespelare.
- 21 september – Leonard Cohen, kanadensisk musiker och författare. (död 2016)
- 22 september – Ornella Vanoni, italiensk sångare.
- 23 september
  - P.O. Enquist, svensk författare, regissör och dramatiker. (död 2020)
  - Gino Paoli, italiensk sångare och låtskrivare.
- 26 september – Geoffrey Grey, brittisk kompositör och dirigent. (död 2022)
- 27 september
  - Wilford Brimley, amerikansk skådespelare. (död 2020)
  - Ib Glindemann, dansk kompositör och orkesterledare. (död 2019)
- 28 september – Brigitte Bardot, fransk skådespelare.

### Fjärde kvartalet

#### Oktober
- 3 oktober – Hamilton Camp, engelsk-amerikansk skådespelare. (död 2005)
- 5 oktober – Angelo Buono Jr., amerikansk seriemördare. (död 2002)
- 6 oktober – Jan Blomberg, svensk skådespelare, känd berättarröst. (död 1997)
- 7 oktober – Ulrike Meinhof, västtysk terrorist. (död 1976)
- 12 oktober – Thomas Lee Judge, amerikansk demokratisk politiker, guvernör i Montana 1973–1981. (död 2006)
- 13 oktober
  - Nana Mouskouri, grekisk sångare.
  - Jack Colvin, amerikansk skådespelare. (död 2005)
- 14 oktober – Kerstin Tidelius, svensk skådespelare. (död 2023)
- 18 oktober – Åke Cato, svensk manusförfattare och underhållare i press och TV. (död 2016)
- 19 oktober – Yakubu Gowon, nigeriansk militär och politiker, statschef 1966–1975.
- 20 oktober
  - Bill Chase, amerikansk trumpetare. (död 1974)
  - Michiko, japansk kejsarinna.
- 21 oktober – Jerry Lewis, amerikansk republikansk politiker, kongressledamot 1979–2013. (död 2021)
- 31 oktober
  - Donya Feuer, amerikansk svensk koreograf, dansare, manusförfattare och regissör. (död 2011)
  - Fillie Lyckow, svensk skådespelare. (död 2015)
  - Prinsessan Margaretha, kung Carl XVI Gustafs syster, svensk prinsessa, gift Ambler.

#### November
- 2 november – Ken Rosewall, australisk tennisspelare.
- 7 november – Jan Allan, svensk kompositör och musiker (trumpet).
- 9 november
  - Ingvar Carlsson, svensk socialdemokratisk politiker, Sveriges statsminister 1986–1991 och 1994–1996.[1]
  - Carl Sagan, amerikansk astronom och författare. (död 1996)
- 11 november – Heinz Hopf, svensk skådespelare. (död 2001)
- 12 november – Charles Manson, amerikansk mördare. (död 2017)
- 13 november – Garry Marshall, amerikansk filmregissör, skådespelare, manusförfattare och filmproducent. (död 2016)
- 15 november – Viola Sundberg, svensk skådespelare. (död 2010)
- 16 november – Carl-Åke Eriksson, svensk skådespelare. (död 2015)
- 19 november – Kurt Hamrin, svensk fotbollsspelare. (död 2024)
- 22 november – Östen Warnerbring, svensk sångare. (död 2006)
- 23 november
  - Lew Hoad, australisk tennisspelare. (död 1994)
  - Robert Towne, amerikansk manusförfattare. (död 2024)
- 24 november
  - Sven-Bertil Taube, svensk sångare och skådespelare. (död 2022)
  - Alfred Schnittke, rysk postmodern kompositör. (död 1998)
- 29 november – Nicéphore Soglo, före detta president i Benin.
- 30 november
  - Lansana Conté, guineansk politiker och militär, Guineas president 1984–2008. (död 2008)
  - Björn Gustafson, svensk skådespelare.

#### December
- 2 december – Tarcisio Bertone, italiensk kardinal.
- 4 december – Victor French, amerikansk skådespelare. (död 1989)
- 5 december – Ingvar Hirdwall, svensk skådespelare. (död 2023)
- 9 december – Morten Grunwald, dansk skådespelare. (död 2018)
- 12 december – Miguel de la Madrid, mexikansk politiker, Mexikos president 1982–1988. (död 2012)
- 24 december
  - Eva Deckner, svensk dansare och skådespelare.
  - Stjepan Mesić, kroatisk politiker, president 2000–2010.
- 26 december – Richard Swinburne, brittisk filosof.
- 27 december – Larissa Latynina, sovjetrysk gymnast med arton OS-medaljer varav nio guld.
- 30 december – Del Shannon, amerikansk sångare, kompositör, gitarrist. (död 1990)

## Avlidna

### Första kvartalet

#### Januari
- 10 januari – Marinus van der Lubbe, 24, nederländsk murargesäll, dömd för att ha anlagt riksdagshusbranden i Berlin 1933 (giljotinerad i Leipzig).
- 21 januari – John Liander, 70, svensk skådespelare, sångare och teaterdirektör.
- 29 januari – Fritz Haber, 65, tysk kemist, nobelpristagare.

#### Februari
- 2 februari – James Hartness, 72, amerikansk republikansk politiker och uppfinnare, guvernör i Vermont 1921–1923.
- 5 februari – William Morris Davis, 83, amerikansk geolog, geograf och meteorolog.
- 23 februari – Edward Elgar, 76, brittisk kompositör.

#### Mars
- 5 mars – Paul U. Bergström, 73, svensk affärsman.
- 27 mars – Carrie E. Breck, 79, amerikansk sångförfattare.

### Andra kvartalet

#### April
- 5 april – Jiro Sato, 26, japansk tennisspelare.
- 6 april – Jonas Gifting, 78, svensk militär, korpral.
- 11 april – John Collier, 84, brittisk målare.
- 13 april – Richard P. Ernst, 76, amerikansk republikansk politiker, senator 1921–1927.
- 16 april – John J. Blaine, 58, amerikansk republikansk politiker.
- 19 april – Alexander Samuelson, 72, svensk-amerikansk glasingenjör.

#### Maj
- 3 maj – Oscar Tropp, 51, svensk dansare, manusförfattare och koreograf.
- 10 maj – Vjatjeslav Menzjinskij, 59, sovjetisk politiker.
- 13 maj – Albert Sleeper, 71, amerikansk republikansk politiker, guvernör i Michigan 1917–1921.
- 23 maj
  - Clyde Chestnut Barrow, 25, amerikansk bankrånare.
  - Bonnie Elizabeth Parker, 23, amerikansk bankrånare.
- 30 maj – Waldemar Bülow, 70, svensk tidningsman, politiker och humorist.

#### Juni
- 2 juni – James Rolph, 64, amerikansk republikansk politiker, Kaliforniens 27:e guvernör.
- 11 juni – Lev Vygotskij, 37, vitrysk pedagog och filosof.
- 23 juni – Mathias Taube, 57, svensk konstnär och skådespelare.
- 24 juni – Charles Thomas, 84. amerikansk politiker, guvernör i Colorado 1899–1901, senator 1913–1921.
- 29 juni – Sidney C. Roach, 57, amerikansk republikansk politiker, kongressledamot 1921–1925.
- 30 juni
  - Kurt von Schleicher, 52, tysk militär och nazistisk politiker (mördad).
  - Gregor Strasser, 42, tysk nazistisk politiker (mördad).
  - Gustav von Kahr, 71, tysk konservativ politiker (mördad).

### Tredje kvartalet

#### Juli
- 1 juli
  - Chester I. Long, 73, amerikansk republikansk politiker, senator 1903–1909.
  - Ernst Röhm, 46, tysk militär och nazistisk politiker (mördad).
- 2 juli – Henry Hollis Horton, 68, amerikansk demokratisk politiker, guvernör i Tennessee 1927–1933.
- 4 juli – Marie Curie, 66, polsk-fransk fysiker, tvåfaldig nobelpristagare [22].
- 6 juli – Franklin MacVeagh, 96, amerikansk bankman och politiker, USA:s finansminister 1909–1913.
- 22 juli – John Dillinger, 31, amerikansk gangster.
- 25 juli – Engelbert Dollfuß, 41, österrikisk förbundskansler 1932-1934, mördad.
- 26 juli – William F. Kirby, 66, amerikansk demokratisk politiker och jurist, senator 1916–1921.
- 27 juli – Nelly Diener, 22, schweizisk flygvärdinna.
- 29 juli – John L. McLaurin, 74, amerikansk demokratisk politiker, senator 1897–1903.

#### Augusti
- 2 augusti – Paul von Hindenburg, 86, fältmarskalk och tysk president.
- 19 augusti – Henry T. Rainey, 73, amerikansk demokratisk politiker, talman i USA:s representanthus.
- 23 augusti – Viktor Kaplan, 57, österrikisk ingenjör och uppfinnare av Kaplanturbinen.

#### September
- 13 september – William Lorimer, 73, amerikansk republikansk politiker.
- 29 september – Ilmari Aalto, 43, finländsk konstnär.
- 30 september – John K. Shields, 76, amerikansk demokratisk politiker och jurist, senator 1913–1925.

### Fjärde kvartalet

#### Oktober

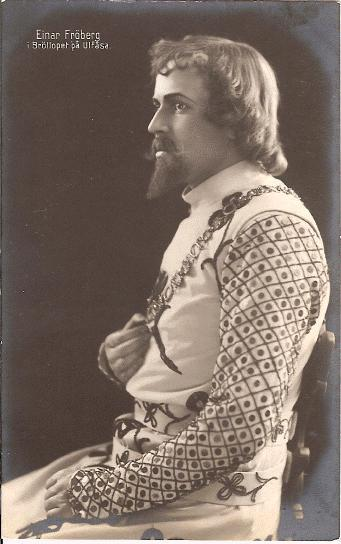
Den svenske skådespelaren Einar Fröberg avled den 2 oktober, 58 år gammal.

- Den svenske skådespelaren Einar Fröberg avled den 2 oktober, 58 år gammal.2 oktober – Einar Fröberg, 58, svensk skådespelare, regissör, manusförfattare och dramatiker.
- 9 oktober
  - Alexander I, 45, kung av Jugoslavien 1921–1934, mördad.
  - Louis Barthou, 72, fransk politiker, mördad.
  - Vlado Tjernozemski, 36, bulgarisk revolutionär, attentatsman.
- 15 oktober – Raymond Poincaré, 74, fransk politiker, Frankrikes president 1913–1920.
- 17 oktober – Adolf Hölzel, 81, tysk målare och konsthistoriker.
- 22 oktober – Pretty Boy Floyd, 30, amerikansk bankrånare.
- 25 oktober – Lauri Ingman, 66, finländsk politiker och teolog, statsminister 1918–1919 och 1924–1925 samt ärkebiskop sedan 1930.
- 26 oktober – Mietje Hoitsema, 87, nederländsk feminist och socialreformator.

#### November
- 5 november – Hulda Garborg, 72, norsk dramatiker.
- 8 november
  - James Mark Baldwin, 73, amerikansk filosof och psykolog.
  - Carlos Chagas, 55, brasiliansk läkare.
  - Ilmari Keinänen, 47, finländsk gymnast.
- 10 november – Wilhelm His, 70, tysk läkare.
- 16 november – Carl von Linde, 92, tysk ingenjör och affärsman.
- 17 november – Joachim Ringelnatz, 51, tysk författare och målare.
- 18 november
  - Pietro Gasparri, 82, italiensk kardinal.
  - Lee Mantle, 82, amerikansk politiker, senator 1895–1899.
- 19 november – Edwin S. Broussard, 59, amerikansk demokratisk politiker, senator 1921–1933.
- 20 november
  - Joel Lehtonen, 52, finländsk författare.
  - Willem de Sitter, 62, nederländsk matematiker, fysiker och astronom.
- 22 november – Philippe Berthelot, 68, fransk diplomat.
- 23 november
  - Giovanni Brunero, 36, italiensk tävlingscyklist.
  - Ernest Alfred Wallis Budge, 77, brittisk orientalist.
  - Arthur Wing Pinero, 79, brittisk dramatiker och skådespelare.
  - Ernst Steinmann, 68, tysk konsthistoriker.
  - Ivan Sytin, 83, rysk förläggare.
- 25 november
  - Nicholas Edward Brown, 85, brittisk botaniker.
  - Hans Nibel, 54, tysk ingenjör och bilkonstruktör.
- 27 november – Baby Face Nelson, 25, amerikansk förbrytare.
- 30 november – Roy Turk, 42, amerikansk låtskrivare.

#### December
- 1 december – Sergej Kirov, 48, sovjetisk politiker (mördad).
- 7 december – William W. Brandon, 66, amerikansk demokratisk politiker, guvernör i Alabama 1923–1927.
- 24 december – George W.P. Hunt, 75, amerikansk demokratisk politiker, guvernör i Arizona 1912–1917, 1917–1919, 1923–1929 och 1931–1933.
- 25 december – Max Grube, 80, tysk skådespelare och regissör.
- 28 december – Pablo Gargallo, 53, spansk skulptör.

## Nobelpris[23]
- Fysik – Inget pris utdelades
- Kemi – Harold Urey, USA
- Medicin
  - George H. Whipple, USA
  - George R. Minot, USA
  - William P. Murphy, USA
- Litteratur – Luigi Pirandello, Italien
- Fred – Arthur Henderson, Storbritannien

### Fotnoter
1. 1 2 3 4 5 6 7 8 9 10 11 12  Hundra år i Sverige – 1934, Hans Dahlberg, Albert Bonniers, 1999
2. ↑  "Historic Earthquakes". Arkiverad 29 april 2015 hämtat från the Wayback Machine. Usgs.gov. Läst 6 september 2013. (engelska)
3. ↑  75 år Sverige, Carl-Adam Nycop, Bra Böcker, 1976, sidan 101 – Sigvard stiger av
4. 1 2 3 4 5 6 7 8 9 10 11 12 13 14 15  20:e århundrades När Var Hur – 1934, Bernt Himmelstedt, Forum, 1999
5. 1 2 3 4 5 6  Sverige 1900-talet – 1934, NE, Bra Böcker, 2000
6. 1 2 3 4 5 6  100 år med Aftonbladet – 1934, 1999
7. 1 2 3  Faktakalendern 1996, Semic, 1995
8. ↑  ”FOA – 1934”. http://www.foa.dk/Forbund/Om-FOA/FOAs-historie/1930erne/Husassistenternes%20Alderdomshjem%20grundlaegges.
9. ↑  ”Det hände i dag”. http://webnews.textalk.com/se/calendar.php?id=9747&type=month&ds=20100609&list=true.
10. 1 2 3 4  Faktakalendern 2000 – 1933 (Utlandet) , Semic, 1999
11. 1 2  Grimmett, Richard F. (5 oktober 2004). ”Instances of Use of United States Armed Forces Abroad, 1798 – 2004”. Naval History and Heritage Command. https://www.history.navy.mil/research/library/online-reading-room/title-list-alphabetically/i/use-of-armed-forces-abroad-1798-2004.html.
12. ↑  ”Sowjetische Schriftstellerkongress 1934”. Arkiverad från originalet den 28 februari 2014. https://web.archive.org/web/20140228170023/http://www.ruhr-uni-bochum.de/traum/Traum(a)%20Texte%20fertig/Reinhardt-SSK.pdf. Läst 2 februari 2014.
13. 1 2 3  Faktakalendern 2006, Semic, 2005
14. ↑  Faktakalendern 1997, Semic, 1996
15. ↑  75 år Sverige, Carl-Adam Nycop, Bra Böcker, 1976, sidan 102 – Bildsköne Bengtsson och Tatuerade Johansson
16. ↑  Carlson, Allan Constantine (1990) (på engelska). The Swedish experiment in family politics: the Myrdals and the interwar population crisis. New Brunswick, N.J.: Transaction. Libris 6255696. ISBN 0-88738-299-1. https://books.google.se/books?id=-HI4HwM5XxwC&pg=PA70&dq=%22the+book+was+released+in+mid-November+1934%22&hl=sv&sa=X&ved=0ahUKEwj3osOxyMzJAhVFjXIKHRDvCm4Q6AEIKDAA#v=onepage&q=%22the%20book%20was%20released%20in%20mid-November%201934%22&f=false
17. ↑  75 år Sverige, Carl-Adam Nycop, Bra Böcker, 1976, sidan 102 – Sverige fick vaktuppdrag
18. ↑  75 år Sverige, Carl-Adam Nycop, Bra Böcker, 1976, sidan 103 – Svenskt julbord anno 1934
19. ↑  ”1930s and 1940s”. British Council. Arkiverad från originalet den 15 april 2011. https://web.archive.org/web/20110415071747/http://www.britishcouncil.org/history-when-1930s-1940s.htm. Läst 17 februari 2011.
20. ↑  Sverige 1900-talet – När Sverige tog semester, NE, Bra Böcker, 2000
21. ↑  Sverige 1900-talet – Kampen om monopolet, NE, Bra Böcker, 2000
22. ↑  ”Det hände i dag”. http://webnews.textalk.com/se/calendar.php?id=9747&type=month&ds=20101107&list=true.
23. ↑  ”Nobelpriset”. https://www.nobelprize.org/prizes/lists/all-nobel-prizes/. Läst 10 april 2011.